# Stor-Rajan
Stor-Rajan är en sjö i Dorotea kommun, på gränsen mellan Lappland och Jämtland och ingår i Ångermanälvens huvudavrinningsområde. Sjön är 14,8 meter djup, har en yta på 5,68 kvadratkilometer och befinner sig 366 meter över havet.

## Delavrinningsområde
Stor-Rajan ingår i det delavrinningsområde (717014-147864) som SMHI kallar för Förgrening. Medelhöjden är 446 meter över havet och ytan är 19,09 kvadratkilometer. Räknas de 155 avrinningsområdena uppströms in blir den ackumulerade arean 900,04 kvadratkilometer. Fjällsjöälven (Sannarån) som avvattnar avrinningsområdet har biflödesordning 2, vilket innebär att vattnet flödar genom totalt 2 vattendrag innan det når havet efter 262 kilometer. Avrinningsområdet består mestadels av skog (65 procent). Avrinningsområdet har 5,92 kvadratkilometer vattenytor vilket ger det en sjöprocent på 31 procent.